# Sekutur Jaya
Sekutur Jaya is een bestuurslaag in het regentschap Tebo van de provincie Jambi, Indonesië. Sekutur Jaya telt 648 inwoners (volkstelling 2010).